# Partido Social Nacionalista
Partido Social Nacionalista foi um conjunto de agremiações estaduais homônimas, criadas durante a Primeira República, inicialmente de base nacionalista, fiscalista e conservadora, migrando para um nacionalismo populista na década de 1930. Pertenceu à base de apoio parlamentar dos governos do PRP, PRM e do PRC. Na Revolução de 1930, representou uma das primeiras bases de apoio do governo provisório, recebendo substancial ingresso das fileiras do movimento tenentista.
Em Minas Gerais, estava coligado quase indistintamente ao PRM e partilhava das mesmas bases, e ante a queda de Washington Luís, aderiu em massa ao governo provisório. Em 1932, o PRM e o PSN se fundiram, eis que a outrora hegemônica tarasca perdera suas bases para a força populista em irrupção. Passaram entre seus quadros nomes como Joaquim Murtinho, ministro da Fazenda de Campos Sales e senador pelo Mato Grosso, Café Filho, que fundou a seção do Rio Grande do Norte em 1933, e durante a redemocratização, foi co-fundador do PRP, Gustavo Capanema, futuro ministro da Educação e Cultura e que articulou, no curso da Revolução de 1930, a criação de um braço armado ao novo regime, a Legião de Outubro, e Francisco Campos, jurista mineiro, responsável, mais tarde, pela Constituição de 1937. Em Minas Gerais, o acerto entre o PRM, o PSN e a Legião de Outubro não foi duradouro, seguido de uma cisão e da recriação de um PRM à parte. 
A legenda teve uma estrutura extremamente fragmentária e presença efêmera e pontual na história política brasileira.